# ベナード・コエチ
ベナード・コエチ（英語: Benard Kibet Koech、1999年11月25日 - ）は、ケニアの陸上競技選手。

## 経歴
キプテレ高校を卒業後来日し、九電工所属の実業団ランナーとして活動し始める。
2018年

7月のホクレン・ディスタンスチャレンジで1500ｍでは揮わなかったものの士別大会での5000ｍで自己記録(PB)となる13:35.11で組2位の成績を残す。
9月の日体大記録会において初の10000ｍを28:16.63で走ると、2か月後の八王子ロングディスタンスでそれを大幅に上回る27:31.83を記録する。

2019年

元旦のニューイヤー駅伝で初めての駅伝を経験するものの22:49の区間11位と苦しい走りとなる。

5000mでは5月のゴールデンゲームズinのべおかで13:13.48、7月のホクレン・ディスタンスチャレンジ千歳大会で13:21.61。
10000mでは4月の兵庫リレーカーニバルで27:36.24、7月のホクレン・ディスタンスチャレンジ深川大会で27:26.11。
これらはいずれもドーハ世界陸上参加標準記録を上回る好記録であり、2種目両方でPBを更新している。

駅伝においても11月に行われた九州実業団毎日駅伝競走大会で初の区間賞を獲得するなど年間を通して好調を維持し続けた。

2020年

元旦のニューイヤー駅伝において区間記録に1秒届かなかったものの、昨年の記録を1分近く短縮する21:55の好記録で同大会初の区間賞を獲得する。

その後しばらくは出走が無かったが、7月のホクレン・ディスタンスチャレンジ深川大会の10000mで27:14.84、網走大会の5000mで13:11.77を記録。
9月の全日本実業団選手権大会では10000mで27:02.39、5000mで13:11.10と共に組2位ながらも連日好記録を出す。
この2か月間における4度の出走は全てPBの更新及び東京オリンピック参加標準記録をクリアするもので、シーズンベストは2020年世界ランキングで5000mは15位、10000mは5位に相当するものであった。

駅伝でも好調を維持し、11月に行われた九州実業団毎日駅伝競走大会で区間賞・区間新記録の活躍でチームをトップに引き上げる。(九電工は最終4位)

12月に行われた第104回日本選手権10000mではペースメーカーを務め相澤晃の日本記録更新をアシストし、自身も27:19.42の好記録でゴールした。

2021年

3年連続のニューイヤー駅伝はトップから25秒差の28位でタスキを受け取ると23人抜きで5位に浮上、1秒のみだが区間記録を更新し2年連続の区間賞を獲得した。なお、チームは全体14位で大会を終えた。
その後4か月ほど出走が無かったが、5月に2度走ったあと6月の東京オリンピックケニア代表選考会へと挑むも7位に終わり初のオリンピック代表内定とはならなかった。

3回目の九州実業団毎日駅伝競走大会でも区間賞を獲得し、トラックでも安定した成績を残したがPBの更新は無く昨年と比較すると低調な年であった。

2022年

元旦のニューイヤー駅伝では昨年とは大きく違い、1位で襷を受けたものの区間20位とこれまでの駅伝成績の中で最も低調な形となり9位まで順位を下げてしまい、チームとしても全体27位と昨年より順位を下げている。

その後4月まで出走が無かったが、金栗記念大会の5000mに出場後、ぎふ清流ハーフマラソンで初ハーフマラソンを走り59:57の好タイムで2位入賞を果たす。
5月に入りゴールデンゲームズinのべおかで5000mに出場し総合4位ながらも13:13.38のオレゴン世界陸上参加標準記録切りのタイムを記録するとここから調子を上げていく。
同月の九州実業団陸上競技選手権大会で5000mと10000m両種目で総合1位を取ると、鞘ヶ谷ナイター長距離記録会：5000m、ホクレン・ディスタンスチャレンジの20周年記念大会：10000m、士別大会：5000m、深川大会：10000m、網走大会：5000mの全てで総合1位を獲得し、10000mでも参加標準記録切りを果たしたが本大会にケニア代表として参加することは無かった。
オレゴン世界陸上終了後の10月の日体大記録会で10000mを走り組2位ながらも26:55.04のPB更新・初26分台・ブダペスト世界陸上参加標準記録切りを同時に達成する。

トラック以外でも九州実業団毎日駅伝競走大会で区間賞、The Fst in Fukuokaの5kmを走り13:21で優勝、甲佐10マイルロードレース大会で10マイルロード世界記録となる44:04で優勝するなど幅広い活躍を見せた。

2023年

4度目のニューイヤー駅伝は前年の好調のままに自身が保有する区間記録に1秒と迫る21:54の好記録で区間賞を獲得した。

ラス・アル・ハイマで行われたハーフマラソンでPBを更新する58:45で1位を獲得し、同種目において歴代30位以内に入る好記録で初優勝を飾った。

4月に3レース出場後、5月のゴールデンゲームズinのべおかの5000mでブダペスト世界陸上参加標準記録 (13:07.00) を超える設定タイムとしたB組に出場。
度々先頭を引っ張る積極性を見せながらもラスト1周のスプリントで競り負けて2位となるが13:00.38のPB更新・参加標準記録切りを達成。
同月の九州実業団陸上競技選手権大会の10000mでも27:07.71の好タイムで2種目目の参加標準記録切りを達成する。

7月はブダペスト世界陸上ケニア代表選考会の10000mに出場して27:33.5hで3位に入り初の世界陸上の出場権を掴む。

翌月の本大会は気温32℃という厳しいレース環境となり、その影響かレース全体がスローペース (5000m通過が14:21.75) になったことも相まって3000～6000mまでの間で何度か先頭を引っ張る積極性を見せる。
9500mまでは8人の先頭集団にいたが、チェプテゲイの仕掛けたスパートにはついていけずに優勝争いからは脱落するが、ラスト1周も56.91でまとめて5位入賞を果たす。

大会後の10月に10000mとハーフマラソンに出走。翌11月の5年連続となる九州実業団毎日駅伝競走大会では区間2位と同大会で初めて区間賞を逃し、昨年も出場したThe Fst in Fukuokaの5kmロードでも13:28の2位と優勝を逃している。

2024年

皆勤となる5度目のニューイヤー駅伝は区間変更が行われ4区に出走、区間賞とは41秒差の21:33の区間14位と苦しい走りとなり順位を一つ下げる結果となる。

前年度優勝者として参加したラス・アル・ハイマ ハーフマラソンでも59:42の5位と前年の記録から1分弱遅い記録となった。
その後も金栗記念大会において13:13.52の大会新記録で総合1位を獲得したが、他のレースも含めてパリオリンピック参加標準記録に届くものは無いままで代表選考会に挑むことになる。

2024年ダイヤモンドリーグの第5戦として開催されたプリフォンテーン・クラシックでケニア代表選考会を兼ねた10000mに出走。
5000mの通過が13:28.14とハイペースで進む中、ラスト1周までに6人に絞られた先頭集団でスプリント勝負となり、4位と0.45秒差であったが3位に滑り込み26:51.09のPB更新と参加標準記録突破を達成しケニア代表に内定した。

8月の本大会ではケジェルチャ・アレガウィ・バレガらエチオピア勢が序盤から高速で引っ張る形となり、5000m通過が13:23.07とケネニサ・ベケレが残した大会記録 (27:01.17) を狙えるハイペースとなる。
そのようなレース展開の中でも残り1000mで先頭集団が13人残るハイレベルな争いとなり、コエチ自身もそこに加わる走りを見せる。
9600mを先頭のチェプテゲイから0.9秒遅れて通過するが、8位と位置取りが悪く周回遅れの選手を抜いていく難しい展開の中、ラスト1周は全体2位の54.88のタイムで走り順位を3つ上げ5位入賞を果たす。
フィニッシュタイムは1位と0.84秒差の26:43.98とPB更新・東京世界陸上参加標準記録突破を達成する好記録であった。

## 記録

### 戦績
| 日付       | 大会名                               | 区分   | 距離      | 種別           | タイム   | 順位     | 備考                 |        |
| ---------- | ------------------------------------ | ------ | --------- | -------------- | -------- | -------- | -------------------- | ------ |
| 2016/04/05 | 東アフリカジュニア選手権 予選        |        | 800m      | トラック       | 1:53.2h  | 11位     |                      |        |
| 2017/12/31 | Bolzano BOclassic                    |        | 10km      | ロード         | 30:58    | 15位     |                      |        |
| 2018/03/31 | Paderborn Osterlauf                  |        | 10km      | ロード         | 29:25    | 10位     |                      |        |
| 2018/07/07 | ホクレンDC 北見大会                  | A組    | 1500m     | トラック       | 3:56.56  | 組16位   | 総合36位             | [ 3 ]  |
| 2018/07/11 | ホクレンDC 深川大会                  |        | 3000m     | トラック       | 7:54.39  | 1位      |                      | [ 4 ]  |
| 2018/07/14 | ホクレンDC 士別大会                  | A組    | 5000m     | トラック       | 13:35.11 | 組2位    | 総合2位              | [ 5 ]  |
| 2018/08/25 | 第3回 鞘ヶ谷記録会                   | 9組    | 5000m     | トラック       | 13:49.17 | 組1位    | 総合1位              |        |
| 2018/09/22 | 第265回 日体大長距離記録会           | 14組   | 10000m    | トラック       | 28:16.63 | 組1位    | 総合1位              |        |
| 2018/10/20 | 第9回 チャレンジゲームズin大銀ドーム | 18組   | 5000m     | トラック       | 13:37.39 | 組2位    | 総合2位              | [ 6 ]  |
| 2018/11/24 | 八王子ロングディスタンス             | 7組    | 10000m    | トラック       | 27:31.83 | 組4位    | 総合4位・QES (D)     | [ 7 ]  |
| 2018/12/02 | 第268回 日体大長距離記録会           | 43組   | 5000m     | トラック       | 13:27.37 | 組1位    | 総合1位              |        |
| 2018/12/15 | 第2回 福岡県長距離記録会             | 7組    | 5000m     | トラック       | 13:28.40 | 組1位    | 総合1位              |        |
| 2019/01/01 | 第63回 ニューイヤー駅伝              | 2区    | 8.3km     | 駅伝           | 22:49    | 区間11位 |                      | [ 8 ]  |
| 2019/03/31 | 山口 中・長距離記録会                |        | 5000m     | トラック       | 13:54.00 | 1位      |                      | [ 9 ]  |
| 2019/04/14 | 第28回 金栗記念大会                  | 5組    | 5000m     | トラック       | 13:31.69 | 組1位    | 総合2位              | [ 10 ] |
| 2019/04/21 | 第67回 兵庫リレーカーニバル          | GP     | 10000m    | トラック       | 27:36.24 | 1位      | QES (D)              | [ 11 ] |
| 2019/04/27 | 第53回 織田幹雄記念国際陸上競技大会  |        | 5000m     | トラック       | 13:43.42 | 2位      |                      | [ 12 ] |
| 2019/04/29 | 福岡県選手権大会                     |        | 1500m     | トラック       | 3:43.94  | 2位      |                      | [ 13 ] |
| 2019/05/04 | 第30回 ゴールデンゲームズinのべおか  | 4組    | 5000m     | トラック       | 13:13.48 | 組2位    | 総合2位・QES (D)     | [ 14 ] |
| 2019/05/19 | 第103回 日本陸上競技選手権大会       |        | 10000m    | トラック       | 27:56.54 | (1位)    | OP・PM               | [ 15 ] |
| 2019/06/01 | 第41回 北九州市民選手権陸上競技大会  | 9組    | 5000m     | トラック       | 13:23.71 | 組1位    | 総合1位              | [ 16 ] |
| 2019/06/23 | 第1回 長崎陸協ナイター記録会         | 9組    | 5000m     | トラック       | 13;27:28 | 組1位    | 総合1位              | [ 17 ] |
| 2019/07/06 | ホクレンDC 千歳大会                  | A組    | 5000m     | トラック       | 13:21.61 | 組3位    | 総合3位・QES (D)     | [ 18 ] |
| 2019/07/09 | ホクレンDC 深川大会                  | A組    | 10000m    | トラック       | 27:26.11 | 組1位    | 総合1位・QES (D)     | [ 19 ] |
| 2019/10/19 | 第4回 鞘ヶ谷記録会                   | 19組   | 5000m     | トラック       | 13:27.94 | 組1位    | 総合1位              | [ 20 ] |
| 2019/11/04 | 第56回 九州実業団毎日駅伝競走大会    | 2区    | 7.0km     | 駅伝           | 19:14    | 区間賞   |                      | [ 21 ] |
| 2019/11/23 | 八王子ロングディスタンス             | 6組    | 10000m    | トラック       | 27:53.74 | 組11位   | 総合11位             | [ 22 ] |
| 2019/12/07 | 第4回 熊本県長距離記録会             |        | 10000m    | トラック       | 28:12.32 | 1位      |                      | [ 23 ] |
| 2020/01/01 | 第64回 ニューイヤー駅伝              | 2区    | 8.3km     | 駅伝           | 21:55    | 区間賞   |                      | [ 24 ] |
| 2020/07/08 | ホクレンDC 深川大会                  | A組    | 10000m    | トラック       | 27:14.84 | 組1位    | 総合1位・QES (T)     | [ 25 ] |
| 2020/07/15 | ホクレンDC 網走大会                  | A組    | 5000m     | トラック       | 13:11.77 | 組1位    | 総合1位・GR・QES (T) | [ 26 ] |
| 2020/09/19 | 第68回 全日本実業団選手権大会        | 3組    | 10000m    | トラック       | 27:02.39 | 組2位    | 総合2位・QES (T)     | [ 27 ] |
| 2020/09/20 | 第68回 全日本実業団選手権大会        | 4組    | 5000m     | トラック       | 13:11.10 | 組2位    | 総合2位・QES (T)     | [ 27 ] |
| 2020/10/11 | 第4回 長崎陸協ナイター記録会         | 3組    | 10000m    | トラック       | 27:31.13 | 組1位    | 総合1位              | [ 28 ] |
| 2020/11/03 | 第57回 九州実業団毎日駅伝競走大会    | 2区    | 7.0km     | 駅伝           | 18:28    | 区間賞   | 区間新記録           | [ 29 ] |
| 2020/11/28 | 第6回 鞘ヶ谷記録会                   | 11組   | 5000m     | トラック       | 13:30.17 | 組1位    | 総合1位              | [ 30 ] |
| 2020/12/04 | 第104回 日本陸上競技選手権大会       | 2組    | 10000m    | トラック       | 27:19.42 | (組2位)  | OP・PM・QES (T)      | [ 31 ] |
| 2021/01/01 | 第65回 ニューイヤー駅伝              | 2区    | 8.3km     | 駅伝           | 21:53    | 区間賞   | 区間新記録           | [ 32 ] |
| 2021/05/08 | 第1回 鞘ヶ谷記録会                   | 3組    | 5000m     | トラック       | 13:35.95 | 組1位    | 総合1位              | [ 33 ] |
| 2021/05/22 | 第64回 九州実業団陸上競技選手権大会  | 3組    | 10000m    | トラック       | 27:45.44 | 組1位    | 総合1位              | [ 34 ] |
| 2021/06/18 | 東京オリンピックケニア代表選考会     |        | 10000m    | トラック       | 28:06.08 | 7位      |                      |        |
| 2021/09/25 | 第69回 全日本実業団選手権大会        | 3組    | 10000m    | トラック       | 27:44.80 | 組2位    | 総合2位              | [ 35 ] |
| 2021/09/26 | 第69回 全日本実業団選手権大会        | 3組    | 5000m     | トラック       | 13:24.34 | 組8位    | 総合8位              | [ 35 ] |
| 2021/11/03 | 第58回 九州実業団毎日駅伝競走大会    | 2区    | 7.0km     | 駅伝           | 19:06    | 区間賞   |                      | [ 36 ] |
| 2021/12/04 | 第293回 日体大長距離記録会           | 10組   | 10000m    | トラック       | 27:46.87 | 組5位    | 総合5位              | [ 37 ] |
| 2022/01/01 | 第66回 ニューイヤー駅伝              | 2区    | 8.3km     | 駅伝           | 23:02    | 区間20位 |                      | [ 38 ] |
| 2022/04/09 | 第30回 金栗記念大会                  | 4組    | 5000m     | トラック       | 13:42.33 | 組8位    | 総合20位             | [ 39 ] |
| 2022/04/24 | 第11回 ぎふ清流ハーフマラソン        |        | 21.0975km | ハーフマラソン | 59:57    | 2位      |                      | [ 40 ] |
| 2022/05/04 | 第33回 ゴールデンゲームズinのべおか  | B組    | 5000m     | トラック       | 13:13.38 | 組4位    | 総合4位・QES (O)     | [ 41 ] |
| 2022/05/21 | 第65回 九州実業団陸上競技選手権大会  | 3組    | 10000m    | トラック       | 27:45.27 | 組1位    | 総合1位              | [ 42 ] |
| 2022/05/22 | 第65回 九州実業団陸上競技選手権大会  | 2組    | 5000m     | トラック       | 13:35.86 | 組1位    | 総合1位              | [ 42 ] |
| 2022/06/04 | 鞘ヶ谷ナイター長距離記録会           | 8組    | 5000m     | トラック       | 13:35.00 | 組1位    | 総合1位              |        |
| 2022/06/22 | ホクレンDC 20周年記念大会            |        | 10000m    | トラック       | 27:20.66 | 1位      | PM・QES (O)          | [ 43 ] |
| 2022/07/02 | ホクレンDC 士別大会                  | A組    | 5000m     | トラック       | 13:26.03 | 組1位    | 総合1位              | [ 44 ] |
| 2022/07/06 | ホクレンDC 深川大会                  | A組    | 10000m    | トラック       | 27:12.72 | 組1位    | 総合1位・QES (O)     | [ 45 ] |
| 2022/07/13 | ホクレンDC 網走大会                  | A組    | 5000m     | トラック       | 13:12.08 | 組1位    | 総合1位・QES (O)     | [ 46 ] |
| 2022/09/24 | 第70回 全日本実業団選手権大会        | 3組    | 10000m    | トラック       | 27:20.02 | 組3位    | 総合3位              | [ 47 ] |
| 2022/10/01 | 第299回 日体大長距離記録会           | 7組    | 10000m    | トラック       | 26:55.04 | 組2位    | 総合2位・QES (B)     | [ 48 ] |
| 2022/10/15 | 第4回 鞘ケ谷記録会                   | 15組   | 5000m     | トラック       | 13:26.90 | 組3位    | 総合3位              | [ 49 ] |
| 2022/11/03 | 第59回 九州実業団毎日駅伝競走大会    | 2区    | 7.0km     | 駅伝           | 18:40    | 区間賞   |                      | [ 50 ] |
| 2022/11/12 | The Fst in Fukuoka                   |        | 5km       | ロード         | 13:21    | 1位      |                      | [ 51 ] |
| 2022/11/26 | 第6回 鞘ケ谷記録会                   | 9組    | 5000m     | トラック       | 13:14.28 | 組1位    | 総合1位              | [ 52 ] |
| 2022/12/04 | 第47回 甲佐10マイルロードレース大会  |        | 10mile    | ロード         | 44:04    | 1位      | WR・GR               | [ 53 ] |
| 2023/01/01 | 第67回 ニューイヤー駅伝              | 2区    | 8.3km     | 駅伝           | 21:54    | 区間賞   |                      | [ 54 ] |
| 2023/02/18 | ラス・アル・ハイマ ハーフマラソン    |        | 21.0975km | ハーフマラソン | 58:45    | 1位      |                      | [ 55 ] |
| 2023/04/08 | 第31回 金栗記念大会                  | 6組    | 5000m     | トラック       | 13:27.53 | 組5位    | 総合8位              | [ 56 ] |
| 2023/04/15 | 第2回 九州実業団長距離記録会         | 2組    | 5000m     | トラック       | 13:45.61 | 組1位    | 総合1位              | [ 57 ] |
| 2023/04/22 | 第71回 兵庫リレーカーニバル          | GP     | 10000m    | トラック       | 27:37.50 | 4位      |                      | [ 58 ] |
| 2023/05/04 | 第34回 ゴールデンゲームズinのべおか  | B組    | 5000m     | トラック       | 13:00.38 | 組2位    | 総合2位・QES (B)     | [ 59 ] |
| 2023/05/20 | 第66回 九州実業団陸上競技選手権大会  | 3組    | 10000m    | トラック       | 27:07.71 | 組1位    | 総合1位・QES (B)     | [ 60 ] |
| 2023/06/01 | 第107回 日本陸上競技選手権大会       |        | 5000m     | トラック       | 13:24.14 | (4位)    | OP・PM               | [ 61 ] |
| 2023/06/11 | 第306回 日体大長距離記録会           | NCG1組 | 10000m    | トラック       | 27:17.87 | 組1位    | 総合1位              | [ 62 ] |
| 2023/07/07 | ブダペスト世界陸上ケニア代表選考会   |        | 10000m    | トラック       | 27:33.5h | 3位      |                      |        |
| 2023/08/20 | ブダペスト世界陸上競技選手権大会     |        | 10000m    | トラック       | 27:56.27 | 5位      |                      | [ 63 ] |
| 2023/10/01 | 第1回 WAロードランニング選手権大会   |        | 21.0975km | ハーフマラソン | 1:00:13  | 8位      |                      | [ 64 ] |
| 2023/10/14 | 第4回 ナイター記録会                 | 2組    | 10000m    | トラック       | 27:39.36 | 組1位    | 総合1位              | [ 65 ] |
| 2023/11/03 | 第60回 九州実業団毎日駅伝競走大会    | 2区    | 7.0km     | 駅伝           | 19:07    | 区間2位  |                      | [ 66 ] |
| 2023/11/11 | The Fst in Fukuoka                   |        | 5km       | ロード         | 13:28    | 2位      |                      | [ 67 ] |
| 2024/01/01 | 第68回 ニューイヤー駅伝              | 4区    | 7.8km     | 駅伝           | 21:33    | 区間14位 |                      | [ 68 ] |
| 2024/02/24 | ラス・アル・ハイマ ハーフマラソン    |        | 21.0975km | ハーフマラソン | 59:42    | 5位      |                      | [ 69 ] |
| 2024/03/24 | 2023年度 福岡県年度末記録会          |        | 5000m     | トラック       | 13:52.72 | 1位      |                      | [ 70 ] |
| 2024/04/13 | 第32回 金栗記念大会                  | 4組    | 5000m     | トラック       | 13:13.52 | 組1位    | 総合1位・GR          | [ 71 ] |
| 2024/04/20 | 第72回 兵庫リレーカーニバル          | GP     | 10000m    | トラック       | 28:00.50 | 3位      |                      | [ 72 ] |
| 2024/05/04 | 第35回 ゴールデンゲームズinのべおか  | B組    | 5000m     | トラック       | 13:18.19 | 組9位    | 総合9位              | [ 73 ] |
| 2024/05/25 | プリフォンテーン・クラシック         |        | 10000m    | トラック       | 26:51.09 | 3位      | QES (P)              | [ 74 ] |
| 2024/08/02 | パリオリンピック                     |        | 10000m    | トラック       | 26:43.98 | 5位      | QES (T)              | [ 75 ] |

〇 基本はWAの選手ページ (Benard KIBET) を参照。

〇 OP：オープン参加。大会順位には反映されない。

〇 GR：Game Record。大会記録。順位が2位以下の場合は記載せず。

〇 QES：Qualified by Entry Standard。世界陸上及びオリンピックの参加標準記録切りのタイム。

### 自己ベスト
| 種目           | タイム   | スコア | 日付       | 大会名                              |
| -------------- | -------- | ------ | ---------- | ----------------------------------- |
| 800ｍ          | 1:53.2h  | 937    | 2016/04/05 | 東アフリカジュニア選手権 予選       |
| 1500ｍ         | 3:43.94  | 1054   | 2019/04/29 | 福岡県選手権大会                    |
| 3000ｍ         | 7:54.39  | 1089   | 2018/07/11 | ホクレンDC 深川大会                 |
| 5000ｍ         | 13:00.38 | 1208   | 2022/05/04 | 第34回 ゴールデンゲームズinのべおか |
| 10000ｍ        | 26:43.98 | 1252   | 2024/08/02 | パリオリンピック                    |
| 5km ロード     | 13:21    | 1134   | 2022/11/12 | The Fst in Fukuoka                  |
| 10km ロード    | 29:25    | 1005   | 2018/03/31 | Paderborn Osterlauf                 |
| 10mile ロード  | 44:04    | 1257   | 2022/12/04 | 第47回 甲佐10マイルロードレース大会 |
| ハーフマラソン | 58:45    | 1237   | 2023/02/18 | ラス・アル・ハイマ ハーフマラソン   |

〇 "1500m"及び"3000m"の記録はWAの選手ページに記載無し。